# Jonathan Goldberger

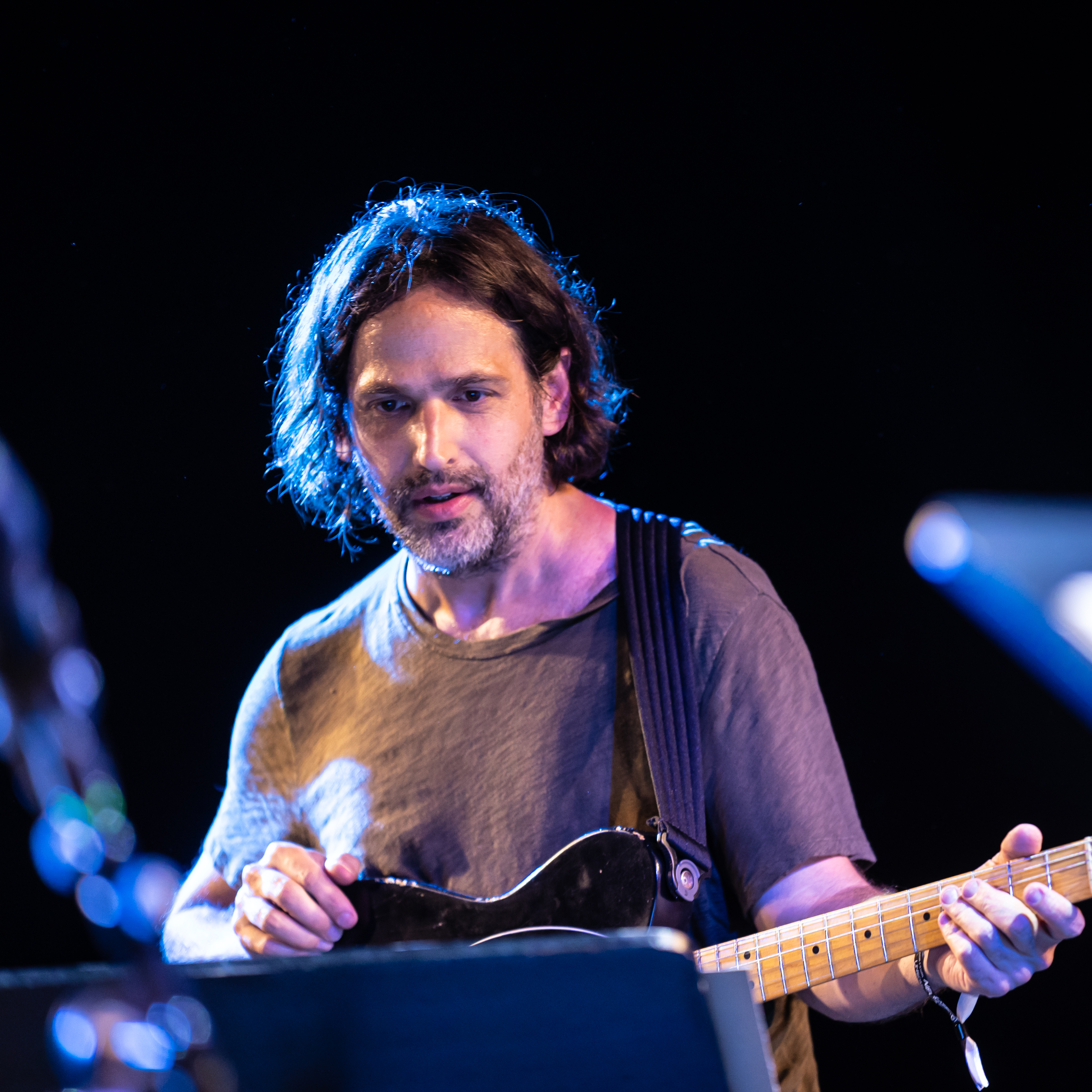
Jonathan Goldberger 2022

Jonathan Goldberger (27 mei 1976) is een Amerikaanse jazzgitarist, filmcomponist en producer.
Goldberger groeide op in de Everglades in Florida. Hij studeerde bij Art Lande en toerde met Fat Mama, daarna trok hij in 2001 naar Brooklyn. Hij werkte hier met musici als Harris Eisenstadt, Ron Miles, Briggan Krauss, Ted Poor, Jacob Garchik, Josh Roseman, Jeff Davis, Jim Black, Sarah Manning en Brian Drye. Tevens schreef hij de filmmuziek voor o.m. The Eulipion Chronicles (2003) en Fossil (2004, regie Neal Nellans). Onder eigen naam bracht hij de albums The Hawk Is Dying (Music from the Motion Picture) en Surface to Air (met Rohin Khemani en Jonti Siman) uit.